# Kōichi Tanaka
Kōichi Tanaka (田中 耕一?; Toyama, 3 agosto 1959) è un chimico e ingegnere giapponese, vincitore, insieme a John Bennett Fenn e Kurt Wüthrich, del premio Nobel per la chimica nel 2002, per «lo sviluppo di metodi per l'identificazione e l'analisi della struttura di macromolecole biologiche». Questa motivazione, però, vale per tutti e tre i premiati. 
La motivazione più dettagliata per Fenn e Tanaka, che hanno ottenuto 1/4 del premio ciascuno, recita «per il loro sviluppo di metodi di ionizzazione per desorbimento blando per le analisi di spettrometria di massa delle macromolecole biologiche».
A Wüthrich è stata assegnata l'altra metà del premio di quell'anno.

## Biografia
Tanaka nasce e cresce a Toyama. Nel 1983 si laurea in ingegneria all'Università di Tohoku. Dopo la laurea, entra nella Shimadzu Corporation, per la quale lavora allo sviluppo degli spettrometri di massa.
Nell'analisi di spettrometria di massa di macromolecole, come una proteina, l'analita deve essere ionizzato e vaporizzato tramite radiazioni laser. Il problema è che l'irradiazione diretta di un intenso raggio laser su una macromolecola, provoca la scissione dell'analita in piccoli frammenti e la perdita della sua struttura. Nel febbraio del 1985, Tanaka scopre che utilizzando una mistura di polvere di metallo ultrasottile nel glicerolo come matrice, l'analita può essere ionizzato senza la perdita della struttura. Il metodo viene brevettato nello stesso anno e diviene noto come soft laser desorption (SLD).